# Alfred Braunschweiger
Alfred Braunschweiger (Stoccarda, 16 ottobre 1885 – Stoccarda, 29 giugno 1952) è stato un tuffatore tedesco.
Prese parte ai Giochi olimpici di Saint Louis 1904, vincendo la medaglia di bronzo nella gara di tuffi dalla piattaforma.

## Palmarès
In carriera ha conseguito i seguenti risultati:
- Giochi olimpici:

Saint Louis 1904: bronzo nella piattaforma.